# Zona de Desenvolupament Econòmic de Yangpu
La Zona de Desenvolupament Econòmic de Yangpu (en xinès simplificat: 洋浦经济开发区; en xinès tradicional: 洋浦經濟開發區; en pinyin: Yángpǔ Jīngjì Kāifā Qū) és una zona de la península de Yangpu, en la província de Hainan, la República Popular de la Xina. Aquesta zona, que abasta 31 km², conté un port, una refineria de petroli, una base de reserves comercials de petroli, una central elèctrica i la ciutat de Yangpu. La zona, la major zona econòmica de Hainan, està situada en la costa nord-occidental de l'illa, a uns 140 km (87 milles) a l'oest d'Haikou, la capital de la província. És la primera zona de desenvolupament aprovada pel Govern xinès per al seu arrendament a inversors estrangers.

## Història
Durant 1983-1989 es van realitzar recerques per a la construcció d'un port d'aigües profundes amb estudis de sedimentació dels embassaments.
La zona va ser establerta oficialment pel Consell d'Estat al març de 1992, i originalment estava destinada a ser una zona industrial orientada a l'exportació i centrada en la tecnologia avançada amb el desenvolupament de les indústries terciàries.
L'agost de 1992, el terreny de la zona de 31 km² va ser arrendat a Kumagai Gumi (Hong Kong) Ltd. (posteriorment rebatejada HongKong Construction Hòldings), per al seu desenvolupament durant un màxim de 70 anys. S'ha designat una àrea addicional de 38 km² fora de la zona per al seu futur desenvolupament.
El setembre del 1993 es va tancar la zona duanera i es van iniciar les operacions.

## Indústria
S'han gastat més de 8.000 milions de RMB en infraestructura dins de la zona. Això inclou la inversió estatal així com la inversió estrangera. El Ministeri de Transport va finançar la primera etapa del port de Yangpu, que es va obrir en 1991. Això inclou un moll de 3.000 tones i dos de 2.000 tones. La segona etapa costarà més de 780 milions de RMB, i ampliarà la capacitat a 2,5 milions de tones amb l'addició de tres molls de 35.000 tones. S'estima que la capacitat de maneig de càrrega serà de 220 milions de tones en 2020.
La refineria Sinopec Yangpu té la capacitat de processar 8 milions de tones/any de cru. La producció de GLP és d'aproximadament 40.000-45.000 tm/mes. Al voltant de 5.000 mt d'això s'embeni a la província de Hainan. Les 35.000-40.000 tm restants es venen a la província de Guangdong, o s'exporten a Hong Kong. La refineria té una capacitat d'emmagatzematge de GLP d'aproximadament 30.000 metres cúbics.
La zona també té una planta d'energia de 448.000 KW per a proveir d'electricitat a la zona.